# Walther Hewel
Walther Hewel (Keulen, 2 januari 1904 – Berlijn, 2 mei 1945) was een SS-Brigadeführer (brigadegeneraal) en staatssecretaris van Buitenlandse Zaken in nazi-Duitsland.

## Levensloop
Hewel groeide op in Keulen als zoon van een fabrikant. Hij bezocht het gymnasium en haalde hier in 1923 zijn Abitur. Vervolgens ging hij naar de Technische Hogeschool München.

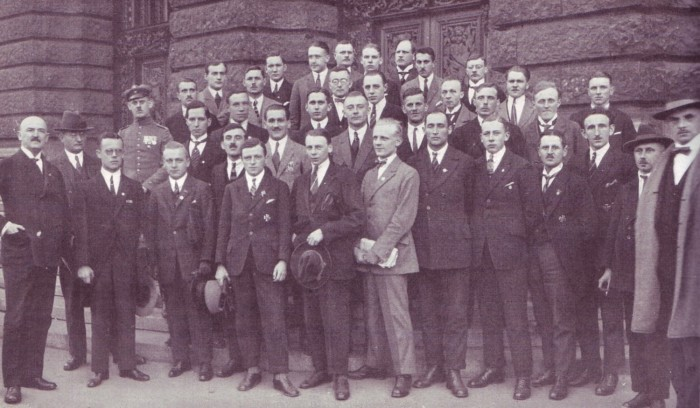
Walter Hewel (achterste rij, derde van links) tussen de aangeklaagden tijdens de rechtszaak in april 1924

Hewel was op 9 november 1923 als vaandeldrager van de Stoßtrupp Adolf Hitler een van de deelnemers aan de Bierkellerputsch van Adolf Hitler. Net als Hitler werd Hewel veroordeeld en gevangengezet in de gevangenis van Landsberg. Op 30 december 1924 kreeg hij gratie.
In 1925 ging hij als volontair werken bij een handelsonderneming in Hamburg. In 1926 ging hij voor de Britse onderneming Anglo-Dutch Plantations of Java Limited naar Nederlands-Indië. Hier was Hewel ook werkzaam voor de buitenlandse organisatie van de NSDAP, de NSDAP/AO, die lokale afdelingen kreeg in Batavia, Bandoeng, Semarang en Soerabaja op Java, in Medan en Padang op Sumatra en in Makassar op Celebes. In 1936 keerde hij terug naar Duitsland.
In februari 1938 werd Hewel chef van de persoonlijke staf van de minister van Buitenlandse zaken, Joachim von Ribbentrop en was verbindingsambtenaar tussen Buitenlandse zaken en de Führer en rijkskanselier, Hitler. Hij bleef tot het einde van de oorlog in nauw contact staan met Hitler en was ook op 1 mei 1945 nog in de Führerbunker. Na de dood van Hitler probeerde hij met een groep onder leiding van SS-Brigadeführer Wilhelm Mohnke te vluchten om uit handen van het Rode Leger te blijven. Deze vluchtpoging mislukte, waarop Hewel op 2 mei zelfmoord pleegde.

## Carrière
Hewel bekleedde verschillende rangen binnen zowel de Allgemeine-SS als de NSDAP. De volgende tabel laat zien dat de bevorderingen niet synchroon liepen.
| Datum                              | NSDAP                    | Allgemeine-SS          | Diplomatiek korps         | Rijksministerie van Buitenlandse zaken |
| ---------------------------------- | ------------------------ | ---------------------- | ------------------------- | -------------------------------------- |
| Januari 1934:                      | Afdelingschef            | —                      | —                         | —                                      |
| Maart 1935:                        | Wirtschaftsstellenleiter | —                      | —                         | —                                      |
| Mei 1936:                          | Gauhauptstellenleiter    | —                      | —                         | —                                      |
| 1 mei 1937:                        | Hauptreferent            | —                      | —                         | —                                      |
| 12 september 1937:                 | —                        | SS-Sturmbannführer     | —                         | —                                      |
| 25 maart 1938:                     | —                        | SS-Obersturmbannführer | —                         | —                                      |
| 20 april 1938:                     | —                        | SS-Standartenführer    | —                         | —                                      |
| 16 juni 1938:                      | —                        | —                      | Legationsrat 1.kl         | —                                      |
| 20 april 1939:                     | —                        | —                      | Vortragender Legationsrat | —                                      |
| 28 september 1940:                 | —                        | —                      | —                         | Ministerialdirigent                    |
| 17 oktober 1940:                   | —                        | —                      | Gesandter 1.kl            | —                                      |
| 1 november 1940 - 1 december 1940: | —                        | SS-Oberführer          | —                         | —                                      |
| 9 november 1942:                   | —                        | SS-Brigadeführer       | —                         | —                                      |
| 31 maart 1943:                     | —                        | —                      | Botschafter z.b.V.        | Staatssekretär                         |

## Lidmaatschapsnummers
- NSDAP-nr.: 3280789 (lid geworden 1 juni 1933[4])
- SS-nr.: 283985 (lid geworden 12 september 1937[4])

## Onderscheidingen (selectie)
- Bloedorde[5] (nr.90) op 9 november 1933[4]
- Ehrenwinkel der Alten Kämpfer in oktober 1937
- Ehrendegen des Reichsführers-SS[6] op 30 januari 1942
- SS-Ehrenring[6] op 30 januari 1942
- Commandeur met Ster in de Orde van Verdienste (Hongarije) in 1943
- Grootofficier in de Orde van de Italiaanse Kroon in 1939[4]
- Grootofficier in de Orde van de Kroon van Roemenië in 1940[4]
- Grootofficier in de Orde van de Pijlers van de Staat in 1941[4]
- Kruis voor Oorlogsverdienste, 1e Klasse[4] (9 november 1944) en 2e Klasse[4] (9 november 1944)